# Olympos (Musiker)
Olympos (* und † um 750 v. Chr.) war ein sagenhafter griechischer Sänger und Musiker, der angeblich um 750 v. Chr. lebte.

## Leben
Er soll aus Mysien oder Phrygien stammen, was das Eindringen der kleinasiatischen Musik nach Griechenland symbolisieren oder personifizieren soll. Man schreibt ihm zu, den Aulos, eine Art Doppeloboe, erfunden und auch für dieses Instrument das Solospiel eingeführt zu haben.
Der mythische Sänger und Musiker war ein „Schüler des Marsyas im Flötenspiel und Ahnherr eines phrygischen Geschlechts, in dem die Kunst des Flötenspiels erblich war. Diesem gehörte der Olympos an, der im 7. Jahrhundert vor Christus den auletischen Nomos ausbildete.“  Unter „auletischen Nomoi“ sind dabei bestimmte Arten des musikalischen Vortrags mit dem Aulos oder auch die entsprechenden Musikvorträge selbst zu verstehen. Darüber hinaus gilt Olympos als Erfinder der älteren Enharmonik. Olympos repräsentiert damit im Gegensatz zu Terpander jene Kräfte und Dimensionen der altgriechischen Musik, „die sich einer strengen Einordnung in die Musiklehre entziehen.“
„Die Nachrichten über diese zwischen Mythos und Geschichte stehende Gestalt sind so undeutlich […], daß z. B. der pseudo-plutarchische Musikdialog einen älteren und einen jüngeren Olympos annimmt.“